# Eburodacrys lepida
Eburodacrys lepida là một loài bọ cánh cứng trong họ Cerambycidae.